# Skylab

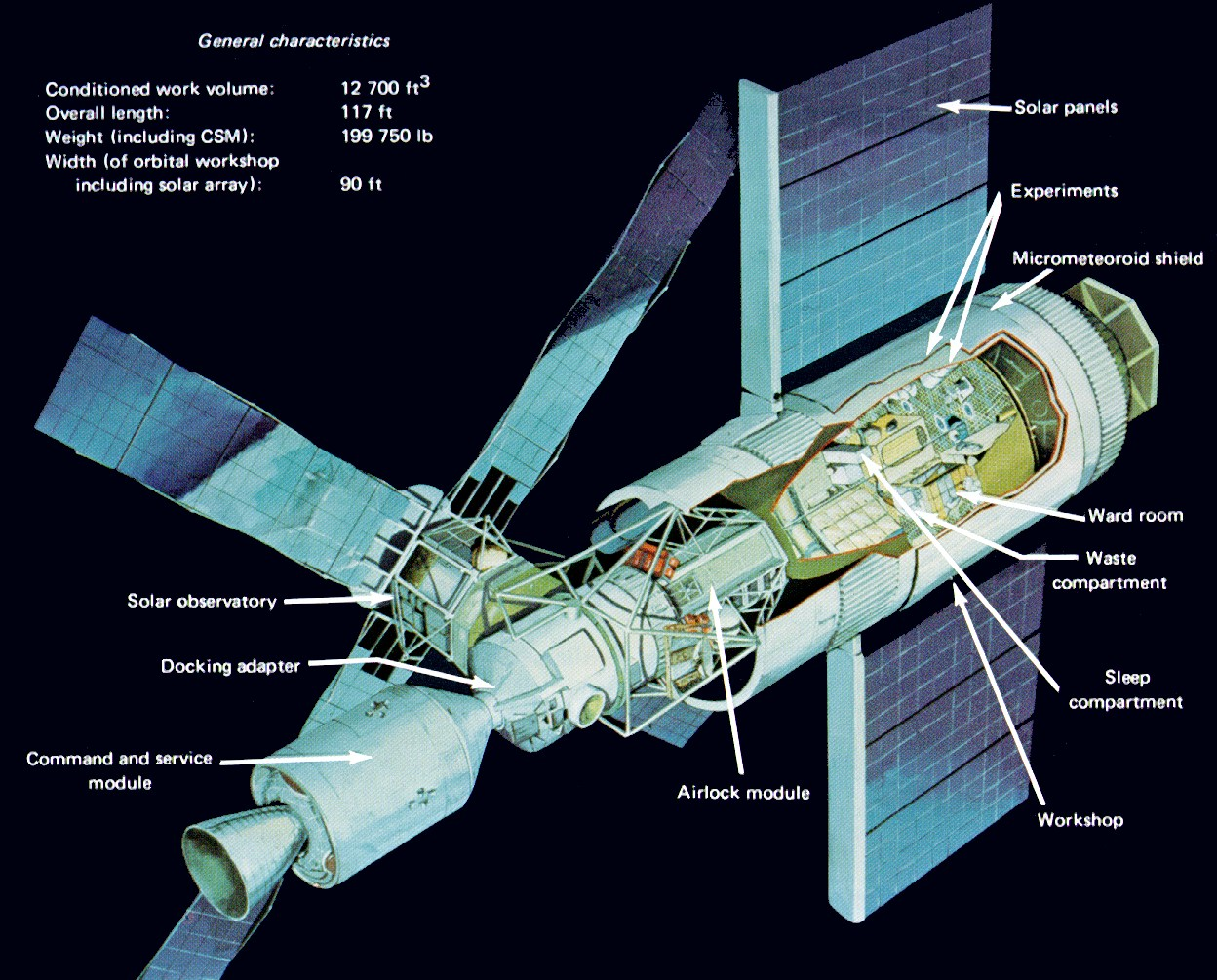
Diagrama da estação espacial Skylab

Skylab (Sky Laboratory, literalmente "Laboratório do céu") designa a primeira estação espacial norte-americana, que foi lançada ao espaço em 14 de maio de 1973, a uma altitude de 435 km, e reentrou na atmosfera, destruindo-se prematuramente, em 1979. O nome também designa a missão Skylab I, que colocou a estação em órbita, e as três missões tripuladas, Skylab II, III e IV, que foram lançadas para trabalhar na estação espacial e usavam a nave Apollo.
A Skylab era composta de cinco partes: um telescópio (ATM); um adaptador para acoplagem múltipla (MDA); um módulo selado (AM); uma unidade de instrumentos (IU); e um espaço de trabalho orbital (OWS).
A missão Skylab I foi a responsável por colocar em órbita a estação/laboratório espacial Skylab. Foi uma missão não tripulada que usou o foguete Saturno V.

## Missões

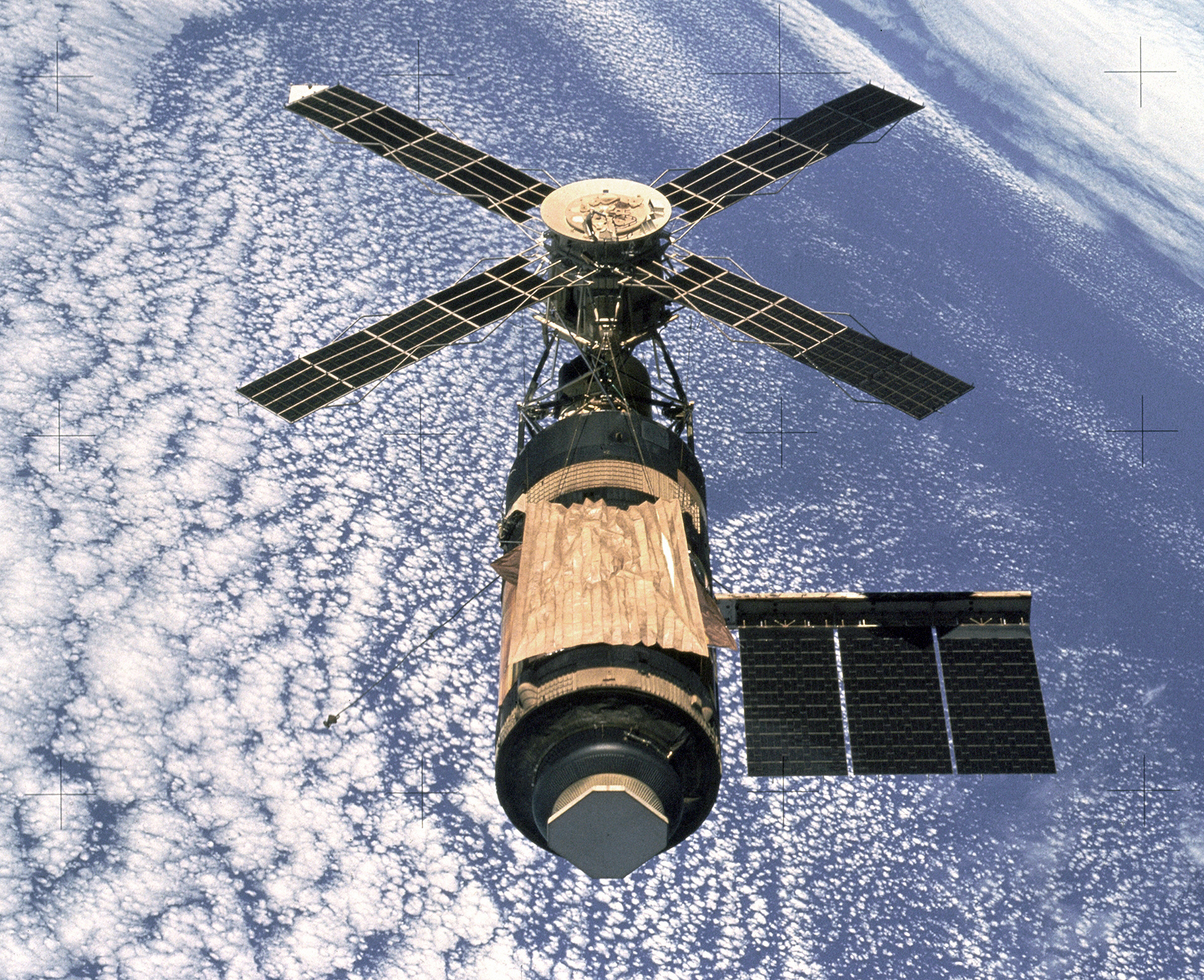
Skylab IV em órbita

### Skylab II
- Duração: 22 de maio até 22 de junho de 1973.
- Tripulação: Charles Conrad, Paul Weitz e Joseph Kerwin.

### Skylab III
- Duração: 28 de julho até 25 de setembro de 1973.
- Tripulação: Alan Bean, Jack Lousma e Owen Garriott.

### Skylab IV
- Duração: 16 de novembro de 1973 até 8 de fevereiro de 1974.
- Tripulação: Gerald Carr, William Pogue e Edward Gibson.

Todas as três missões tripuladas, devido a pequena carga, fizeram uso do foguete Saturno IB, menos potente e mais barato que o Saturno V.